# Intan Paramaditha
Intan Paramaditha, née le 15 novembre 1979 à Bandung, est une auteure indonésienne et une universitaire féministe reconnue. Son œuvre s'exprime sur le genre et la sexualité, la culture et la politique.

## Carrière académique et recherche
Intan Paramaditha est titulaire d'un doctorat en études cinématographiques de l'université de New York. Elle réside habituellement à Sydney, en Australie, et enseigne les médias et les études cinématographiques à l'université Macquarie. Elle a précédemment enseigné au Sarah Lawrence College et à l'université d'Indonésie.
Les intérêts de recherche et d'enseignement de Intan Paramaditha « comprennent le féminisme, le transnationalisme et le cosmopolitisme, les études postcoloniales et le cinéma, les médias et l'activisme mondiaux ». Ses articles universitaires sont publiés dans des revues telles que Inter-Asia Cultural Studies, Asian Cinema, Visual Anthropology, Film Quarterly, Jump Cut, et Social Identities.

## Travaux littéraires
Les œuvres de Intan Paramaditha sont décrites comme « féministes gothiques ». En 2005, le recueil de nouvelles d'Intan Paramaditha, Sihir Perempuan (Femme de la magie noire) est sélectionné pour le Prix littéraire Khatulistiwa. En 2010, Intan co-écrit l'anthologie d'horreur Kumpulan Budak Setan (The Devil's Slaves Club) avec Eka Kurniawan et Ugoran Prasad, et en 2013, sa nouvelle Klub Solidaritas Suami Hilang (The Missing Husbands Solidarity Club) remporte le Kompas Best Short Story Prix.

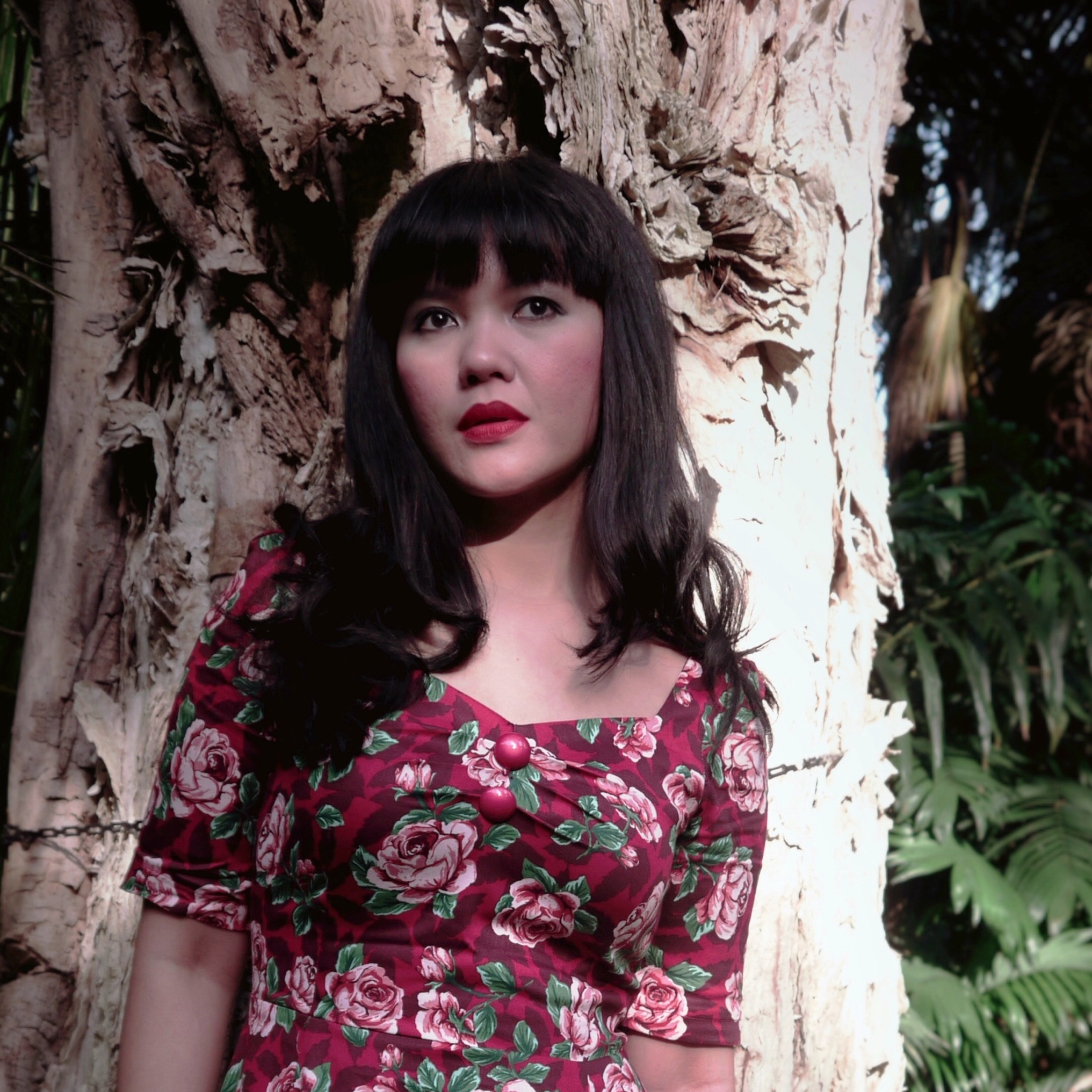
Intan Paramaditha en 2020.

Son premier roman, Gentayangan: Pilih Sendiri Petualangan Sepatu Merahmu (The Wandering: Choose Your Own Red-Shoes Adventure), reçoit un PEN Translates Award de English PEN en 2018, le PEN / Heim Translation Fund Grant de PEN America, et le Tempo Best Literary Work pour la fiction en prose en 2017 ; il est traduit en anglais par Stephen J. Epstein et publié par Harvill Secker en février 2020.
Son anthologie de nouvelles, Apple and Knife, contient des histoires courtes de recueils antérieurs et est publiée en anglais en 2018.

## Conférences
Intan Paramaditha donne régulièrement des conférences lors d'événements ou de festivals littéraires tels que la Foire du livre de Francfort en 2015, le Europalia Arts Festival en 2017, le Hong Kong International Writer's Festival en 2018, le Singapore Writer's Festival en 2018, le London Book Fair en 2019, le Jakarta International Literary Festival de 2019, le Broadside Feminist Ideas Festival en 2019, le Emerging Writer's Festival de 2019.